# Място на учленение на съгласните
Мястото на учленѐние (артикулация) на съгласните звукове се обуславя от допирната точка в гласовия тракт, където дейният учленител (обикновено част от езика) и неподвижният (обикновено части от зъбите, венците или горното небце) влизат във взаимодействие. Мястото на учленение, заедно с начина на учленение и фонацията, придават завършеното звучене на съгласния звук.
Мястото на учленение се определя както от дейния, така и от пасивния учленител. Например долната устна може да взаимодейства с горната (двубърнени [m]) или с горния ред зъби (устнено-зъбни [f]). Твърдото небце може да бъде докоснато от предната или задната част на езика. При използване на неговата предна част получаваме т. нар. ретрофлексни съгласни; при употреба на задната част — средноезично-небни или просто небни.
Съществуват пет основни учленителя: устните (устнени съгласни), гъвкавата предна част на езика (предноезични съгласни), средната част на езика (средноезични съгласни), надгръклянникът и основата на езика (задноезични съгласни), както и гръклянът (гласилкови (глотални) съгласни). Горепосочените учленители могат да действат независимо един от друг, но могат и да взаимодействат, който процес е известен като „съучленение“ (коартикулация).
Пасивното учленение е действие без строго определени граници. Местата, съответно езично-устнени и междузъбни, междузъбни и зъбни, зъбни и венечни, венечни и небни, небни и заднонебни, заднонебни и мъжечни, могат да претърпят сливане, което поставя производната съгласна някъде по средата между изброените места на учленение.
Когато се използва предната част на езика, това може да се отнася до неговата повърхност (ламинални съгласни), върха на езика (върхови съгласни) или долната част на върха на езика (подвърхови съгласни).

### Места на учленение
| Деен учленител          | Деен учленител                     | Дейно + неподвижно място на учленение      |
| ----------------------- | ---------------------------------- | ------------------------------------------ |
| Устнени                 | Устнени                            | Двубърнени                                 |
| Устнени                 | Устнени                            | Устнено-зъбни                              |
| Предноезични            | Ламинални                          | Езично-устнени                             |
| Предноезични            | Ламинални                          | Междузъбни                                 |
| Предноезични            | Ламинални                          | Ламинални зъбни                            |
| Предноезични            | Ламинални                          | Ламинални зъбно-венечни                    |
| Предноезични            | Ламинални                          | Ламинални венечни                          |
| Предноезични            | Ламинални                          | Ламинални задвенечни (ретрофлексни №1)     |
| Предноезични            | Частично палатализирана (онебнена) | (Частично палатализирани задвенечни)       |
| Предноезични            | Палатализирани                     | (Палатализиарни задвенечни)                |
| Предноезични            | Върхови                            | Върхови зъбни                              |
| Предноезични            | Върхови                            | Върхови венечни                            |
| Предноезични            | Върхови                            | Върхови задвенечни (ретрофлексни №2)       |
| Предноезични            | Подвърхови                         | Подвърхови (предно)небни (ретрофлексни №3) |
| Средноезични            | Средноезични                       | Преднонебни                                |
| Средноезични            | Средноезични                       | Небни                                      |
| Средноезични            | Средноезични                       | Пре-заднонебни (или среднонебни)           |
| Средноезични            | Средноезични                       | Заднонебни (или веларни)                   |
| Средноезични            | Средноезични                       | Пост-заднонебни                            |
| Средноезични            | Средноезични                       | Мъжечни                                    |
| Средноезични            | Средноезични                       | Мъжечно-надгръклянникови                   |
| Задноезични             | Задноезични                        | Горни (носо-) глътъчни                     |
| Задноезични             | Задноезични                        | Долни (гръкляно-) глътъчни                 |
| Задноезични             | Задноезични                        | Надгръкляннико-глътъчни                    |
| Задноезични             | Задноезични                        | Надгръклянникови                           |
| Гръклянови (ларингални) | Гръклянови (ларингални)            | Гласилкови                                 |

Съучленение
Някои езици притежават съгласни звукове, които се учленяват едновременно на две различни места. Този процес е известен като съучленение (коартикулация). В тези случаи учленителите следва да могат да се движат независимо един от друг, поставяйки съгласния звук в една от следните категории: устнени, предноезични, средноезични или задноезични. Съгласна, която е плод на съучленение, не може да бъде гласилкова, тъй като гласилките не се смятат за учленител, а управляват фонацията и понякога въздухопотока.
Съществува и т.нар. вторично учленение, присъщо за приблизителните съгласни, при което и двете учленения могат да бъдат близки (лабиализирани устнени, палатализирани заднонебни и др.).
- Лабиализация — закръгляне позицията на устните при създаване на съгласната ([kʷ]);
- Палатализация (онебняване) — повдигане средната част на езика към твърдото предно небце (palatum) при образуване на съгласната ([sʲ, tʲ, dʲ]);
- Веларизация — повдигане средната част на езика към мекото задно небце (velum) ([lˠ]);
- Увуларизация — вторично учленение при съгласни и гласни, при което към съответния звук се добавя и повдигане корена на езика към мъжеца (uvula) и горните носоглътъчни пътища ([sʶ, dʶ, tʶ, ðʶ, lʶ]);
- Фарингализация — рязко свиване на гълтача (pharynx) ([tˤ]);
- Назализация — при учленение на звука през устата, част от въздуха нарочно бива изпуснат през носа ([ʝ̃, ɰ̃, ã, ṽ, ʔ̃]).
- Двойно учленен преграден съгласен звук – преградна съгласна, произнесена едновременно с друга преградна съгласна (устнено-заднонебните [k͡p], присъщи за Западна и Централна Африка; устнено-венечните [t͡p, d͡b, n͡m], присъщи единствено за Нова Гвинея; сомалийската мъжечно-надгръклянникова преградна съгласна [q͡ʡ]).